# 자메이카의 국가

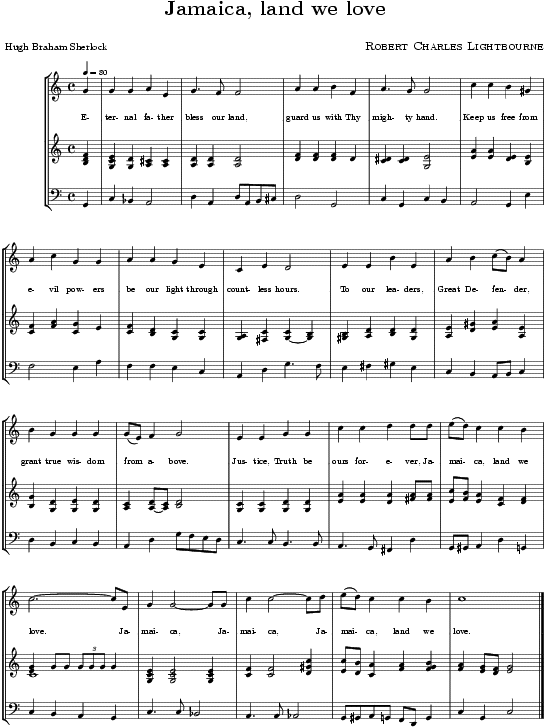

우리가 사랑하는 땅, 자메이카(영어 : Jamaica, Land We Love)는 자메이카의 국가이다. 작곡은 Robert Lightbourne가 작곡하였고, 가사는 Hugh Sherlock가 작사하였다. 1962년에 제정되었다.

## 영어 가사
1
Eternal Father bless our land
Guard us with Thy mighty hand
Keep us free from evil powers
Be our light through countless hours
To our leaders, Great Defender,
후렴
Grant true wisdom from above
Justice, truth be ours forever
Jamaica, land we love
Jamaica, Jamaica, Jamaica, land we love.

2
Teach us true respect for all
Stir response to duty's call
Strengthen us the weak to cherish
Give us vision lest we perish
Knowledge send us, Heavenly Father,
후렴
Grant true wisdom from above
Justice, truth be ours forever
Jamaica, land we love
Jamaica, Jamaica, Jamaica, land we love.

## 한국어 가사
1절
영원한 아버지, 우리의 땅을 축복해주소서
당신의 전능한 손으로 우리를 이끌어주소서
악한 세력으로부터 우리를 자유롭게 하소서
무한한 시간 동안 빛이 되어 주소서
우리의 지도자여, 위대한 수호자여,
후렴
진실한 지혜를 내려주소서
정의, 진실이 영원하도록
자메이카, 우리가 사랑하는 땅
자메이카, 자메이카, 우리가 사랑하는 땅
2절
진실한 존중을 모두에게 가르쳐주소서
의무의 부름에 응답하소서
약한 우리를 강하게 하여 아껴주소서
우리가 죽지 않도록 통찰력을 주소서
지식이 우리를 천국에 계신 아버지에게 닿게 해줄 것이니,